# 野崎数馬
野崎 数馬（のざき かずま、1969年5月30日 - ）は、日本の俳優。元劇団スーパー・エキセントリック・シアター所属。特技・趣味は、体操、アクション、時代殺陣、フィギュア集めほか。

## 人物・略歴
熊本県出身。JAC（ジャパン・アクション・クラブ）のメンバーとして、後楽園遊園地のヒーローショーでデビュー。その後、フリー俳優を経て、スーパー・エキセントリック・シアターに入団。2008年退団。TBS 「はなまるマーケット」リポーター（はなまるアナ）、舞台、コントライブの演出も行う俳優として活動している。現在は劇団、丸福ボンバーズの副座長を務め、所属はミラクルバスである。

## 出演

### テレビ
- 影狩り（テレビ東京）
- はなまるマーケット（TBS、2004年 - 2012年）リポーター
- タンクトップファイター 第7話（TBS、2013年）篠井浩太 役
- 特捜9（2019年） ‐ 町岡康太

### 舞台
- 2001年 リトルショップオブホラーズ
- 2002年 ミラクルブランドボーイズ
- 2003年 RUN FOR YOUR WIFE 走れスミス
- 2003年 おとつれせん「校庭2万メートル」
- 2004年 日ノ丸レストラン舞台版
- 2004年 野崎数馬プロデュース公演「司会者」演出：野崎数馬 脚本：岡本貴也
- 2005年 野崎数馬プチプロデュース『猿―さるキング―王』LIVE
- 2006年 アンラッキーパンプキンズ
- 2007年 研修医魂
- 2007年 ルームシェア
- 丸福ボンバーズ公演
  1. 2012年「A Piece Of Cake!」
  2. 2012年「うたかふぇ」
  3. 2013年「フナバシTOYS」
  4. 2014年「NO SURPRISE,NO LIFE!」
  5. 2015年「NICE EIJI!~父まるだし~」
  6. 2015年「バカの王様~theKINGofBAKA~」
  7. 2016年「玉夢温泉・星影楼にまつわる噺〜その壱〜」
  8. 2017年「SOULFUL SOUL」
- 2016年ミュージカル「SHOW BY ROCK!! MUSICAL～唱え家畜共ッ！深紅色の堕天革命黙示録ッ！!～」有栖川メイプル役・アクション振付

### CM
- ミスタータイヤマン（ブリヂストン）
- NICOSカード（三菱UFJニコス）
- 企業広告「まさにガスだね」（東京ガス）

### OVA
- 機動戦士ガンダム MS IGLOO - オリヴァー・マイ技術中尉（モーションキャプチャ担当）[1]）